# Eugeni Perea Simón
Eugeni Perea Simón (Riudoms, el Baix Camp, 1953) és escriptor, historiador i onomasiòleg.
Després de doctorar-se en Història moderna (UB), s'ha dedicat professionalment a la gestió d'arxius, és cap de l'Arxiu General de la Diputació de Tarragona, i a la docència universitària (UNED). Ha impartit conferències i màsters d'arxivística (1993, 1997, 2005) i participat en col·loquis nacionals i internacionals (València, Girona, Escaladei, Santes Creus, Cambrils...).
Ha escrit i publicat diversos llibres sobre temàtica diversa: història, onomàstica, geografia literària. Obres seves ha estat traduïda al castellà, l'anglès i el francès.
A Riudoms, el seu poble natal, fou fundador del Centre d'Estudis Riudomencs Arnau de Palomar i director de la revista Lo Floc.
L'any 2023, coincidint amb el seu setantè aniversari, la seva filla Maria Eugènia Perea Virgili, doctora en Traducció per la UPF, publica un llibre miscel·lani dedicat a la seva trajectòria: Eugeni Perea Simon: escriptor, historiador, arxiver i poeta (Publicacions de l'Abadia de Montserrat, 2023). L'obra és presenta el 18 de febrer al Mas de Santa Creu de Riudoms, on vuitanta personalitats culturals i acadèmiques posen en valor la seva extensa bibliografia, amb 32 llibres i centenars d'articles i estudis publicats arreu de Catalunya.

## Obra
Assaig
- Montsant, cartografia literària de la serra. Barcelona: Parc Natural de la Serra de Montsant. Generalitat de Catalunya. Departament de Medi Ambient i Habitatge, 2007.
- Literatura i paisatge, a cura de Fina Anglès. Textos de la taula rodona amb la intervenció de Llorenç Soldevila i Balart, Josep-Sebastià Cid, Eugeni Perea i Josep Santesmases. Tarragona: Associació de Professionals i Estudiosos en Llengua i Literatura Catalanes, 2009.
- Cartografia literària del Camp de Tarragona.  Reus: Associació d'Estudis Reusencs, 2010.
- Sefa Ferré. L'expressió permanent.  Barcelona: Viena Edicions, 2012.

Història
- Salvador Massó: crònica d'una època, el primer quart del segle xix. Riudoms: Centre d'Estudis Riudomencs "Arnau de Palomar", 1984.
- Lleis fan costums. Ordenances municipals de la vila de Riudoms del segle xix. Pròleg de Josep M. Font Rius. Riudoms: Centre d'Estudis Riudomencs "Arnau de Palomar", 1990.
- El comportament religiós a Catalunya al segle xix a la diòcesi de Tarragona. El Compliment Pasqual. Pròleg de Pere Anguera. Reus: Edicions del Centre de Lectura, 1993.
- Riudoms a l'any 1795, segons els llibres del miquelets (en col·laboració). Pròleg de Lluís Navarro. Riudoms: Centre d'Estudis Riudomencs "Arnau del Palomar", 1993.
- Història i cultura a l'entorn dels cursos fluvials: la riera de Maspujols (Baix Camp). Pròleg de Josep Oliveras Samitier. Reus: Centre d'Estudis Comarcal Josep Iglésies, 1997.
- Església i societat a l'Arxidiòcesi de Tarragona durant el segle XVIII: un estudi a través de les visites pastorals. Pròleg de Carlos Martínez Shaw. Tarragona: Diputació de Tarragona, 2000.
- Les visites pastorals dels orígens medievals a l'època contemporània (en col·laboració). Girona: Biblioteca d'Història Rural. CCG edicions, 2003.
- Guia de l'Arxiu de la Diputació de Tarragona (en col·laboració). Tarragona: Diputació de Tarragona, 2004.
- La Torre de Fontaubella. 50 anys de les obres del poble, 1955-2005 (en col·laboració). Tarragona: Ajuntament de La Torre de Fontaubella, 2005.
- Els goigs de la parròquia de Sant Jaume Apòstol de Riudoms (Baix Camp), arquebisbat de Tarragona. Campos (Mallorca): Gogistes Tarragonins, 2005.
- Advocacions amb goigs a l'Arxidiòcesi de Tarragona: Riudoms com a exemple. Barcelona: Editorial Claret, 2007.
- Centre d'Estudis Riudomencs “Arnau de Palomar”: trenta anys d'història i alguna cosa més, 1978-2008 (en col·laboració). Riudoms: Centre d'Estudis Riudomencs “Arnau de Palomar”, 2009.
- Historiografia religiosa de l'Arquebisbat de Tarragona (1606-2007): l'estat de la qüestió. Barcelona: Publicacions de l'Abadia de Montserrat, 2010.
- Guia de Mont-ral (en col·laboració). Tarragona: Diputació de Tarragona, 2011.
- Representación que el Ayuntamiento Constitucional de Tarragona, ha hecho en descargo suyo sobre el reparto y recaudación en esta ciudad del préstamo forzoso de cien mil reales ordenado por S. E. la Diputación Provincial. Al muy il·lustre señor gefe político. Tarragona: Imprenta de Miguel Puigrubí, 1822. Introducció i notes d'Eugeni Perea Simón i Manel Güell. Edició facsímil, no venal. Tarragona: Impremta Virgili, Tarragona, juliol 2014.

Narrativa
- Llegendes de Riudoms (Libre ver e apòcrif). Pròleg de Jaume Vidal i Alcover. Reus: Edicions del Centre de Lectura, 1981.
- Gastronomia divina. L'Àncora, 70. Barcelona: Edicions Destino, 1994.
- Les Mallorquines. L'Àncora, 95. Barcelona: Edicions Destino, 1997.
- Els pòlders de la memòria. Tarragona: Arola Editorial, 2008. Premi Rovira i Virgili de biografies, autobiografies, memòries i dietaris (2007).[4]
- Quadern d'interseccions. Barcelona: Viena Editorial, 2014.

```
Onomàstica
```

- Toponímia del terme i de la vila de Riudoms. Biblioteca toponímica de Catalunya, València i Balears, v. 2. Barcelona: Editorial Montblanc-Martín, 1979.
- La Morera de Montsant i el seu terme municipal. Toponímia. Santes Creus: Editorial Roger de Belfort, 1984.
- La geografia i la història de Mont-ral a través de la seva onomàstica. Barcelona: Institut Cartogràfic de Catalunya / Societat d'Onomàstica. Generalitat de Catalunya, 1994.
- Onomàstica de Riudoms. Barcelona: Institut d'Estudis Catalans, 2006.

Poesia
- Amb pedres al ronyó / Con piedras en el riñón. Edition bilingüe catalan / espagnol. Prix International de Littérature Antonio Machado 2012.[5] Préface de Marie-Claire Zimmermann. Nîmes: Capbearn, 2014.

## Premis
- Premi Rovira i Virgili de biografies, autobiografies, memòries i dietaris (2007).[4]
- Premi Internacional de Literatura Antonio Machado (2012).[5]